# Éponine Momenceau
Éponine Momenceau est une directrice de la photographie et une réalisatrice française, née en 1985 à Grenoble.

## Biographie
Elle suit des études de musique au Conservatoire national de Grenoble, puis des études de cinéma à la Femis, département image, dont elle sort diplômée en 2011,.

## Filmographie (sélection)

### comme directrice de la photographie
- 2010 : Les Murs (court métrage)
- 2013 : Chiens (court métrage)
- 2013 : Made in Bolivia (documentaire)
- 2014 : Le Printemps de Bernard (court métrage)
- 2015 : Dheepan de Jacques Audiard
- 2017 : Princes among Men (documentaire)
- 2019 : Drita de Daniel Kruglikov
- 2020 : Sisters with transistors de Lisa Rovner (documentaire)
- 2021 : Cinq nouvelles de ton cerveau de Mark Born et Jean-Stéphane Bron (documentaire)
- 2023 : Une nuit d'Alex Lutz
- 2025 : Connemara d'Alex Lutz

### comme réalisatrice
- 2012 : Jungle (court métrage)
- 2013 : Waves Become Wings (court métrage)

## Distinctions

### Récompenses
- 2025 : Prix CST de la jeune technicienne de cinéma pour Connemara d'Alex Lutz

### Nominations
- César 2016 : César de la meilleure photographie pour Dheepan